# Eqqorleq
Eqqorleq [ɜqːɔɬːɜq] (nach alter Rechtschreibung Erĸordleĸ) ist eine wüst gefallene grönländische Siedlung im Distrikt Upernavik in der Avannaata Kommunia.

## Lage
Eqqorleq liegt auf einer kleinen gleichnamigen Insel direkt an der Baffin-Bucht. Der nächstgelegene Ort ist Innaarsuit zehn Kilometer weiter östlich.

## Geschichte
Eqqorleq wurde nach 1887 besiedelt. Ab 1911 gehörte der Wohnplatz zur Gemeinde Tasiusaq. 1918 lebten dort 47 Menschen in acht Häusern. Vier der Häuser waren äußerst primitiv und eines hatte sogar nur eine Größe von 3,75 m² bei einer Deckenhöhe von 150 cm. Die Bewohner galten als tüchtig, aber äußerst unkultiviert und viele kannten nicht einmal ihren eigenen Nachnamen. Einer der Jäger unterrichtete die Kinder im Ort. 1930 hatte Eqqorleq nur noch 24 Einwohner. 1940 war die Einwohnerzahl wieder auf 38 Personen gestiegen, aber 1947 waren es nur noch 21 und zwei Jahre später wurde der Wohnplatz aufgegeben.